# Jan Hurtado
Jan Carlos Hurtado Anchico (El Cantón, Barinas, 5 de marzo de 2000) es un futbolista venezolano. Juega como delantero en Gimnasia y Esgrima de La Plata de la Primera División de Argentina. 
Ha sido internacional con la selección de Venezuela.

## Trayectoria

### Deportivo Táchira
Hizo las categorías inferiores del club aurinegro. Debutó con el primer equipo del Deportivo Táchira el 13 de julio de 2016 en Copa Venezuela donde marcó su primer gol como profesional ante Real Frontera.

### Gimnasia y Esgrima La Plata
En agosto de 2018 se convierte en nuevo refuerzo del Lobo, firmando un contrato por tres años. El 28 de septiembre convierte su primer gol ante Boca Juniors en Copa Argentina, que sirvió para la victoria por 1-0 que dejó descalificado al xeneize.
El 13 de octubre, también empezando el partido desde el banco, convierte el gol que salva a su equipo de quedar eliminado (perdía 1-0) ante Central Córdoba de Santiago del Estero, un rival de categoría inferior y también anota en la tanda de penales, para llevar a su equipo a la semifinal de la Copa Argentina, de la cual fue partícipe del empate 2-2 ante River Plate que clasificó a Gimnasia a la final de la Copa Argentina por la victoria en la definición por penales, donde el venezolano convirtió el tercer penal.

### Boca Juniors
El 6 de julio de 2019 Jan pasaría la revisión médica, firmaría por cuatro años con el club xeneize. El 24 de julio debutaría entrando a los 76 minutos en la victoria de Boca 1-0 sobre Paranaense por octavos de Copa Libertadores 2019. Debutaría como titular el 28 de julio, dejando buena imagen en el empate de Boca 0-0 contra Huracán por la fecha 1 de la Superliga 2019-20. El 21 de septiembre Hurtado marcó su primer gol, en el triunfo de Boca 0-2 sobre San Lorenzo por la fecha 7 de la Superliga 2019-20. El 22 de octubre, Jan Hurtado anotó en la victoria de Boca 1-0 sobre River sin embargo dicho resultado no fue suficiente para que su equipo clasificara a la final de la Copa Libertadores 2019.

### Red Bull Bragantino
El 9 de agosto de 2020 es cedido por Boca Juniors al Red Bull Bragantino de la Serie A de Brasil por un año y con opción a compra. El 29 de octubre de 2020 marcó su primer gol con la camiseta del Bragantino en un encuentro correspondiente de la Copa de Brasil frente a Palmeiras,se mantendría en el Bragantino hasta 2022 cuando el equipo decidió no aceptar la prolongación de su contrato.

### Liga Deportiva Universitaria
El 28 de julio de 2023 es cedido por Boca Juniors a la Liga Deportiva Universitaria de Ecuador por un año,con el que saldría campeón de la Liga Pro 2023 y la Copa Sudamericana 2023, sin embargo sería suplente la mayor parte de los encuentros y solo marcaría 3 goles, para 2024 sufriría una lesión durante la Recopa Sudamericana 2024, perdería el protagonismo tras la llegada de Michael Estrada y Alex Arce como una lesión que le dejó fuera por 2 meses, al finalizar la primera etapa de la Liga Pro 2024 Liga de Quito rescindió su contrato regresando a Boca Juniors.

### Atlético Goianiense
En julio de 2024 sale nuevamente a préstamo al Atlético Goianiense del Campeonato Brasileño de Serie A. Dicha cesión es por un plazo de un año. 
A inicios de febrero, tras volver a Boca de su préstamo, el Xeneize le rescindió el contrato debido a que el club necesitaba liberar cupos de extranjero.

### Regreso a Gimnasia
Tras rescindir contrato con Boca Juniors, en febrero de 2025 acuerda su vinculación con Gimnasia y Esgrima (La Plata) de la Primera División de Argentina hasta diciembre de ese año. 

## Selección nacional

### Participaciones internacionales

#### Selecciones Juveniles
| Selección | Competición                 | Sede          | Resultado    | Partidos | Goles |
| --------- | --------------------------- | ------------- | ------------ | -------- | ----- |
| Sub-17    | Sudamericano Sub-17 de 2017 | Chile         | Quinto lugar | 9        | 3     |
| Sub-20    | Copa Mundial Sub-20 de 2017 | Corea del Sur | Subcampeón   | 3        | 1     |
| Sub-20    | Sudamericano Sub-20 de 2019 | Chile         | Sexto lugar  | 7        | 2     |
| Sub-23    | Preolímpico Sub-23 de 2020  | Colombia      | Primera fase | 3        | 1     |
| Total     | Total                       | Total         | Total        | 22       | 7     |

#### Selección mayor
Debutó con la selección mayor de Venezuela, el 22 de marzo de 2019 entrando al minuto 90 en un partido amistoso frente a la selección de Argentina. Posteriormente disputó los 90 minutos en otro encuentro amistoso el mismo año frente a la selección de Colombia con resultado de 0-0.

### Participaciones en Copas América
| Torneo            | Sede   | Resultado      | Partidos | Goles |
| ----------------- | ------ | -------------- | -------- | ----- |
| Copa América 2021 | Brasil | Fase de grupos | 2        | 0     |

## Estadísticas

### Clubes
Actualizado al último partido disputado el 8 de diciembre de 2024.
| Club                                   | Div.                | Temporada           | Liga  | Liga  | Liga   | Copas nacionales | Copas nacionales | Copas nacionales | Torneo estatal | Torneo estatal | Torneo estatal | Torneos internacionales | Torneos internacionales | Torneos internacionales | Total | Total | Total  |
| Club                                   | Div.                | Temporada           | Part. | Goles | Asist. | Part.            | Goles            | Asist.           | Part.          | Goles          | Asist.         | Part.                   | Goles                   | Asist.                  | Part. | Goles | Asist. |
| -------------------------------------- | ------------------- | ------------------- | ----- | ----- | ------ | ---------------- | ---------------- | ---------------- | -------------- | -------------- | -------------- | ----------------------- | ----------------------- | ----------------------- | ----- | ----- | ------ |
| Deportivo Táchira · Venezuela          | 1.ª                 | 2016                | 17    | 5     | 2      | 5                | 2                | 0                | —              | —              | —              | —                       | —                       | —                       | 22    | 7     | 2      |
| Deportivo Táchira · Venezuela          | 1.ª                 | 2017                | 3     | 1     | 0      | —                | —                | —                | —              | —              | —              | 2                       | 0                       | 0                       | 5     | 1     | 0      |
| Deportivo Táchira · Venezuela          | Total club          | Total club          | 20    | 6     | 2      | 5                | 2                | 0                | 0              | 0              | 0              | 2                       | 0                       | 0                       | 27    | 8     | 2      |
| Gimnasia y Esgrima (LP) Argentina      | 1.ª                 | 2018-19             | 17    | 4     | 2      | 10               | 3                | 0                | —              | —              | —              | —                       | —                       | —                       | 27    | 7     | 2      |
| Gimnasia y Esgrima (LP) Argentina      | 1.ª                 | 2025                | 0     | 0     | 0      | 0                | 0                | 0                | —              | —              | —              | —                       | —                       | —                       | 0     | 0     | 0      |
| Gimnasia y Esgrima (LP) Argentina      | Total club          | Total club          | 17    | 4     | 2      | 10               | 3                | 0                | 0              | 0              | 0              | 0                       | 0                       | 0                       | 27    | 7     | 2      |
| Boca Juniors Argentina                 | 1.ª                 | 2019-20             | 14    | 1     | 1      | 1                | 0                | 0                | —              | —              | —              | 3                       | 1                       | 0                       | 18    | 2     | 1      |
| Boca Juniors Argentina                 | Total club          | Total club          | 14    | 1     | 1      | 1                | 0                | 0                | 0              | 0              | 0              | 3                       | 1                       | 0                       | 18    | 2     | 1      |
| Red Bull Bragantino · Brasil           | 1.ª                 | 2020                | 23    | 2     | 0      | 2                | 1                | 0                | 0              | 0              | 0              | —                       | —                       | —                       | 25    | 3     | 0      |
| Red Bull Bragantino · Brasil           | 1.ª                 | 2021                | 13    | 1     | 1      | 2                | 2                | 0                | 10             | 2              | 1              | 6                       | 0                       | 0                       | 31    | 5     | 2      |
| Red Bull Bragantino · Brasil           | 1.ª                 | 2022                | 13    | 0     | 0      | 1                | 0                | 0                | 5              | 0              | 0              | 3                       | 0                       | 0                       | 22    | 0     | 0      |
| Red Bull Bragantino · Brasil           | Total club          | Total club          | 49    | 3     | 1      | 5                | 3                | 0                | 15             | 2              | 1              | 9                       | 0                       | 0                       | 78    | 8     | 2      |
| Liga Deportiva Universitaria · Ecuador | 1.ª                 | 2023                | 10    | 3     | 1      | 0                | 0                | 0                | —              | —              | —              | 0                       | 0                       | 0                       | 10    | 3     | 1      |
| Liga Deportiva Universitaria · Ecuador | 1.ª                 | 2024                | 5     | 0     | 0      | 0                | 0                | 0                | —              | —              | —              | 4                       | 0                       | 0                       | 9     | 0     | 0      |
| Liga Deportiva Universitaria · Ecuador | Total club          | Total club          | 15    | 3     | 1      | 0                | 0                | 0                | 0              | 0              | 0              | 4                       | 0                       | 0                       | 19    | 3     | 1      |
| Atlético Goianiense · Brasil           | 1.ª                 | 2024                | 19    | 2     | 0      | 2                | 0                | 0                | 0              | 0              | 0              | 0                       | 0                       | 0                       | 21    | 2     | 0      |
| Atlético Goianiense · Brasil           | Total club          | Total club          | 19    | 2     | 0      | 2                | 0                | 0                | 0              | 0              | 0              | 0                       | 0                       | 0                       | 21    | 2     | 0      |
| Total en su carrera                    | Total en su carrera | Total en su carrera | 134   | 19    | 7      | 23               | 8                | 0                | 15             | 2              | 1              | 18                      | 1                       | 0                       | 190   | 30    | 8      |
| 1. 2. 3. 4.                            |                     |                     |       |       |        |                  |                  |                  |                |                |                |                         |                         |                         |       |       |        |

## Palmarés

### Títulos nacionales
| Título           | Club                         | País      | Año     |
| ---------------- | ---------------------------- | --------- | ------- |
| Primera División | Boca Juniors                 | Argentina | 2019-20 |
| Serie A          | Liga Deportiva Universitaria | Ecuador   | 2023    |
| Serie A          | Liga Deportiva Universitaria | Ecuador   | 2024    |

### Campeonatos internacionales
| Título            | Club                         | Sede      | Año  |
| ----------------- | ---------------------------- | --------- | ---- |
| Copa Sudamericana | Liga Deportiva Universitaria | Maldonado | 2023 |